# Johim Ariesen
Jacob Willem « Johim » Ariesen (né le 16 mars 1988 à Rhenen) est un coureur cycliste néerlandais.

## Palmarès sur route

### Par années
- 2009
  - 3e du Ronde van Zuid-Holland
- 2010
  - Wim Hendriks Trofee
- 2013
  - 2e de la Zuid Oost Drenthe Classic II
- 2014
  - 3e et 11e étapes du Tour du lac Poyang
  - 3e du Dorpenomloop Rucphen
- 2015
  - 3e et 5e étapes du Tour de l'Alentejo
  - Tour de Hollande-Septentrionale
  - 1re étape de la Ronde de l'Oise
  - Course de Solidarność et des champions olympiques :
    - Classement général
    - 1re, 2e, 4e et 5e étapes

  - 3e étape du Tour de Chine I
  - KOGA Slag om Norg
  - 3e du Himmerland Rundt
  - 3e du Kernen Omloop Echt-Susteren
- 2016
  - 3e étape du Tour de l'Alentejo
  - Grand Prix Viborg
  - Skive-Løbet
  - 1re et 4e étapes du Bałtyk-Karkonosze Tour
- 2017
  - 2e étape du Tour de l'Alentejo
  - 5e étape du Tour de Normandie
  - 1re étape du Bałtyk-Karkonosze Tour
  - 3e du Tour d'Overijssel
- 2018
  - 3e étape du Tour de Normandie

### Classements mondiaux
| Année           | 2009 | 2010 | 2011 | 2012 | 2013 | 2014 |
| --------------- | ---- | ---- | ---- | ---- | ---- | ---- |
| UCI Europe Tour | 755e | 277e | 657e | 650e | 373e | 140e |

## Palmarès en cyclo-cross
- 2003-2004
  - 2e du championnat des Pays-Bas de cyclo-cross cadets
- 2005-2006
  - 3e du championnat des Pays-Bas de cyclo-cross juniors